# Кубок Короля Бахрейну з футболу 2016—2017
Кубок Короля Бахрейну з футболу 2016—2017 — 62-й розіграш кубкового футбольного турніру у Бахрейні. Титул володаря кубка вперше здобула Манама Клаб.

## Календар
| Раунд        | Дата              | Матчі | Клуби   |
| ------------ | ----------------- | ----- | ------- |
| Перший раунд | 19 грудня 2016    | 3     | 19 → 16 |
| 1/8 фіналу   | 23-26 грудня 2016 | 8     | 16 → 8  |
| 1/4 фіналу   | 30-31 грудня 2016 | 4     | 8 → 4   |
| 1/2 фіналу   | 10-11 лютого 2017 | 2     | 4 → 2   |
| Фінал        | 2 березня 2017    | 1     | 2 → 1   |

## Перший раунд
| Команда 1       | Рахунок | Команда 2            |
| --------------- | ------- | -------------------- |
| 19 грудня 2016  |         |                      |
| Аль-Іттіфак (2) | 3:1     | Аль-Тамадун Бурі (2) |
| Будая (2)       | 2:0     | Бусайтін (2)         |
| Іса Таун (2)    | 1:3 дч  | Сітра (2)            |

## 1/8 фіналу
| Команда 1       | Рахунок         | Команда 2       |
| --------------- | --------------- | --------------- |
| 23 грудня 2016  |                 |                 |
| Аль-Хідд        | 4:0             | Іст Ріффа       |
| Аль-Шабаб (2)   | 4:1             | Аль-Іттіфак (2) |
| Манама Клаб     | 2:1             | Бахрейн         |
| 24 грудня 2016  |                 |                 |
| Аль-Хала        | 0:4             | Малкія          |
| Аль-Аглі        | 2:0             | Сітра (2)       |
| 25 грудня 2016  |                 |                 |
| Аль-Іттіхад (2) | 3:3 дч пен. 5:4 | Будая (2)       |
| Аль-Мухаррак    | 3:1             | Калалі (2)      |
| 26 грудня 2016  |                 |                 |
| Аль-Наджма      | 3:3 дч пен. 2:4 | Аль-Ріффа       |

## 1/4 фіналу
| Команда 1      | Рахунок | Команда 2       |
| -------------- | ------- | --------------- |
| 30 грудня 2016 |         |                 |
| Аль-Хідд       | 0:5     | Манама Клаб     |
| Аль-Шабаб (2)  | 4:1     | Малкія          |
| 31 грудня 2016 |         |                 |
| Аль-Аглі       | 1:2 дч  | Аль-Ріффа       |
| Аль-Мухаррак   | 1:0     | Аль-Іттіхад (2) |

## 1/2 фіналу
| Команда 1      | Рахунок | Команда 2     |
| -------------- | ------- | ------------- |
| 10 лютого 2013 |         |               |
| Манама Клаб    | 1:0     | Аль-Шабаб (2) |
| 11 лютого 2013 |         |               |
| Аль-Ріффа      | 0:1     | Аль-Мухаррак  |

## Фінал
| 2 березня 2017 17:30 (EEST) |

| Манама Клаб              | 2:1      | Аль-Мухаррак   |
| ------------------------ | -------- | -------------- |
| Харама 65' Мендонджа 70' | Протокол | Абдуллатіф 79' |

| Бахрейнський національний стадіон, Ріффа |